# Sabiñán
Sabiñán é um município da Espanha na província de Saragoça, comunidade autónoma de Aragão. Tem 15,52 km² de área e em 2021 tinha 686 habitantes (densidade: 44,2 hab./km²).

## Demografia
| Variação demográfica do município entre 1991 e 2004 | Variação demográfica do município entre 1991 e 2004 | Variação demográfica do município entre 1991 e 2004 | Variação demográfica do município entre 1991 e 2004 |
| --------------------------------------------------- | --------------------------------------------------- | --------------------------------------------------- | --------------------------------------------------- |
| 1991                                                | 1996                                                | 2001                                                | 2004                                                |
| 1056                                                | 997                                                 | 921                                                 | 809                                                 |